# USS Secota (YTM-415)
L'USS Secota (YTM-415) était un remorqueur de port de l'United States Navy en service de 1944 à 1986.
Le Secota fut assigné à la Pacific Fleet peu après avoir été acquis par la marine américaine. Il était à Okinawa en août 1945, passa par Tsingtao, en Chine, en 1946, avant de remplacer l'USS Anamosa à Yokosuka, au Japon, le 20 août 1947.
Au cours des années 1950, le Secota servit à Hungnam et à Pusan en Corée du Sud. Son dernier port d'attache fut Sasebo au Japon, quittant apparemment la Corée dans les derniers jours des années 1950. Le patrouilleur continua ensuite de servir dans des ports américains du Pacifique. En février 1962, il fut reclassé comme patrouilleur de port moyen. Son identifiant devint YTM-415.
Le 22 mars 1986, au large des îles Midway, le Secota venait juste de terminer de transférer des troupes de son bord au sous-marin nucléaire lanceur d'engins Georgia, lorsqu'il perdit de la puissance et percuta le submersible. Le patrouilleur percuta la barre de plongée tribord du sous-marin et coula. Dix membres d'équipage furent secourus mais deux personnes furent coincées dans la salle des machines et coulèrent avec le navire. Alors que les médias indiquaient que le sous-marin n'avait pas été endommagé, un rapport du commandement du Georgia indiqua qu'après avoir ramené les survivants à Hawaï, le sous-marin dut être réparé d'urgence du fait de dommages mineurs causés par l'accident,.